# Belgická hokejová reprezentace

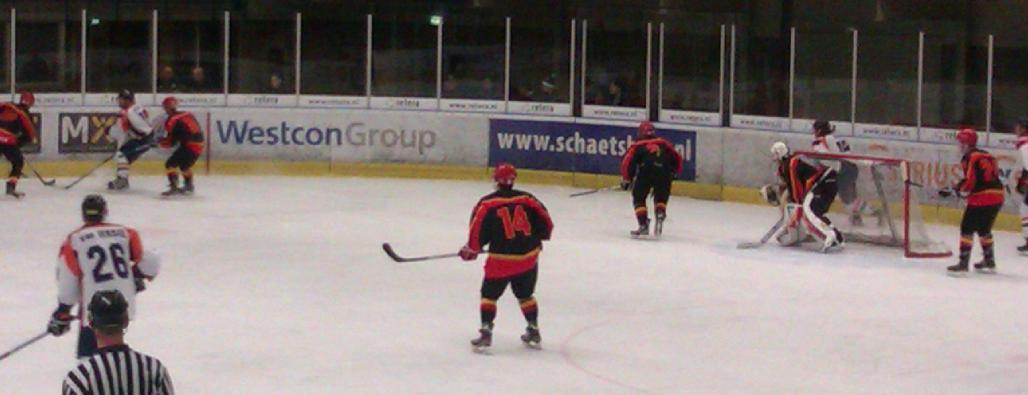
Belgičané (v černém) při mezistátním zápase s Nizozemskem, duben 2013

Belgická hokejová reprezentace patří mezi národní reprezentační mužstva v ledním hokeji. V současnosti hraje v 2. divizi, v roce 2014 jí patřilo 36. místo v žebříčku IIHF. Doba největších úspěchů Belgie byla v rozmezí let 1910–1930. Tým spadá pod Královskou belgickou federaci ledního hokeje, která byla v roce 1908 zakládajícím členem IIHF. V zemi je 2950 registrovaných hráčů. Základ týmu tvoří hráči klubů HYC Herentals a Bulldogs de Liège.
Belgičané nehráli s českou hokejovou reprezentací ani jednou, s Československem hráli jedenáctkrát (dvě výhry, jedna remíza a osm porážek, skóre 11:79).

## Mistrovství Evropy
- 1. místo (1913)
- 2. místo (1927)
- 3. místo (1910, 1911, 1914)

## Zimní olympijské hry
| Hokej na ZOH | Místo ZOH                             | Umístění  | Soupisky |
| ------------ | ------------------------------------- | --------- | -------- |
| ZOH – 1920   | Belgie (Antverpy)                     | 7. místo  | Soupiska |
| ZOH – 1924   | Francie (Chamonix-Mont-Blanc)         | 7. místo  | Soupiska |
| ZOH – 1928   | Švýcarsko (Svatý Mořic)               | 8. místo  | Soupiska |
| ZOH – 1936   | Německá říše (Garmisch-Partenkirchen) | 13. místo | Soupiska |

## Mistrovství světa v ledním hokeji
- divize D1
- divize D2
- Legenda: červené podbarvení - sestup, zelené podbarvení - postup, fialové podbarvení - reorganizace, změna skupiny či soutěže

| Rok          | Místo turnaje       | Umístění                         |
| ------------ | ------------------- | -------------------------------- |
| MS – 2001 D2 | Rumunsko            | 5. místo                         |
| MS – 2002 D2 | Jižní Afrika        | Stříbrná medaile                 |
| MS – 2003 D2 | Bulharsko           | místo (postup)                   |
| MS – 2004 D1 | Polsko              | 6. místo (sestup)                |
| MS – 2005 D2 | Srbsko a Černá Hora | 4. místo                         |
| MS – 2006 D2 | Bulharsko           | Bronzová medaile                 |
| MS – 2007 D2 | Chorvatsko          | Stříbrná medaile                 |
| MS – 2008 D2 | Rumunsko            | Stříbrná medaile                 |
| MS – 2009 D2 | Bulharsko           | Stříbrná medaile                 |
| MS – 2010 D2 | Mexiko              | Bronzová medaile                 |
| MS – 2011 D2 | Austrálie           | 4. místo                         |
| MS – 2012 D2 | Bulharsko           | místo (postup)                   |
| MS – 2013 D2 | Chorvatsko          | Stříbrná medaile                 |
| MS – 2014 D2 | Srbsko              | 5. místo                         |
| MS – 2015 D2 | Island              | Stříbrná medaile                 |
| MS – 2016 D2 | Španělsko           | Bronzová medaile                 |
| MS – 2017 D2 | Rumunsko            | 4. místo                         |
| MS – 2018 D2 | Nizozemsko          | 5. místo                         |
| MS – 2019 D2 | Srbsko              | 6. místo (sestup)                |
| MS – 2020 D2 | Chorvatsko a Island | Zrušeno kvůli pandemii covidu-19 |
| MS – 2021 D2 | Čína a Island       | Zrušeno kvůli pandemii covidu-19 |
| MS – 2022 D2 | Chorvatsko a Island | Bronzová medaile                 |
| MS – 2023 D2 | Španělsko a Turecko | Stříbrná medaile                 |
| MS – 2024 D2 | Bulharsko           | místo (postup)                   |
| MS – 2025 D2 | Austrálie           | 4. místo                         |